# کمبود (پزشکی)
در پزشکی، کمبود یا نارسایی (به انگلیسی: Deficiency) عبارت است از کمبود یا نبود یک ماهیت کارکردی، به میزان کمتر از عرضه یا کارکرد طبیعی یا ضروری. یک فرد ممکن است دچار کمبودهای کروموزومی، کمبودهای ذهنی، کمبودهای تغذیه‌ای، کمبود مکمل یا کمبود آنزیم باشد.

## کمبود تغذیه‌ای
سوء تغذیه پروتئین-انرژی (PEM) وضعیتی است که در آن افراد انرژی، پروتئین یا هر دو را در رژیم غذایی خود بسیار کم مصرف می‌کنند. در نتیجه، در کشورهای در حال توسعه رایج است. دو بیماری اصلی مرتبط با این بیماری، عبارتند از کواشیورکور که با کمبود شدید پروتئین مشخص می‌شود و ماراسموس که به معنای محرومیت کامل از غذا با مقادیر غیرطبیعی پروتئین و انرژی است.

### کمبود کربوهیدرات‌ها
برخی از سلول‌های بدن انسان، مانند نورون‌ها، به غلظت بالای گلوکز نیاز دارند. هنگامی که کربوهیدرات کافی در رژیم غذایی وجود ندارد، تجزیه پروتئین‌های بدن، پروتئین‌های رژیم غذایی و گلیسرول از چربی‌ها عامل ایجاد گلوکونئوژنز است. بیشتر گلوکونئوژنز در کبد رخ می‌دهد. وضعیتی به نام کتوز (افزایش تولید کتون) که توسط یک بیمار با بوی شیرین عجیب مشخص می‌شود، ممکن است ناشی از کمبود درازمدت کربوهیدرات باشد.

### کمبود اسیدهای چرب ضروری
اسیدهای چرب ضروری (EFA) امگا ۳ و امگا ۶ چند غیراشباع هستند. علائم بالینی کمبود EFA شامل کاهش رشد در کودکان و نوزادان، بثورات پوسته‌پوسته و خشک، کند شدن بهبود زخم و افزایش حساسیت به عفونت است.

## کمبود آنزیم
آنزیم‌ها زیرگروه‌های پروتئینی منحصربه‌فردی هستند که در طول سوخ‌وساز، فرآیندی که بدن برای رشد و تکامل منظم انرژی به دست می‌آورد، برای تجزیه مولکول‌های غذا به سوخت مورد نیاز است. شرایط مختلفی که می‌توانند زندگی را تغییر دهند یا حتی زندگی را به خطر بیندازند، به دلیل نارسایی‌های ارثی به نام کمبود آنزیم‌ها یا کمبود این آنزیم‌ها ایجاد می‌شوند. کمبود آنزیم شامل بیماری نیمن پیک، بیماری‌های ذخیره لیزوزومی و موکوپلی ساکاریدوز می‌باشد.